# 176
Het jaar 176 is het 76e jaar in de 2e eeuw volgens de christelijke jaartelling.

## Gebeurtenissen

### Italië
- 27 november - De 15-jarige Commodus wordt door zijn vader, keizer Marcus Aurelius benoemd tot Imperator. Hij krijgt het bevel over de Romeinse legioenen.
- In Rome wordt op de Capitolijnse heuvel het ruiterstandbeeld van Marcus Aurelius opgericht. Dit ter ere van zijn overwinningen op de Germaanse volkeren.

## Geboren
- Han Shaodi, keizer van het Chinese Keizerrijk (overleden 190)